# Baldur Blauzahn
Baldur Blauzahn war eine Fernsehserie des WDR, die die deutsch-deutschen Probleme am Beispiel zweier durch einen Zaun getrennter germanischer Dörfer karikierte. 

## Handlung
Bonarum (Anspielung auf die damalige provisorische Bundeshauptstadt Bonn) ist eine verdreckte, rückständige Siedlung an den Ufern des Rheins, kurz vor Einführung des Schornsteins, der Düngung und des Donnerbalkens. Sippenchef Baldur Blauzahnl lebt schimpfend und keifend in den Tag hinein – bis ein seltsamer Flüchtling nach Bonarum kommt und mit ihm die Boten einer neuen Zeit. Schon bald ist es vorbei mit der Kür des Gauführers durch Massenklopperei oder den beschaulichen Geschichten, die Heinrich der Brögler seinen Enkeln erzählt. Das Ungemach nimmt seinen Lauf.

## Hintergrund
Als die Serie 1990 ins Fernsehen kam, hatte sie durch den Fall der Mauer ihre Aktualität bereits verloren. Sie wurde nur in einem dritten Programm der ARD, West 3, gezeigt.
Der Roman Meine Ahnen, deine Ahnen von Wolfgang Menge diente als Vorlage für die Serie. Er schrieb auch das Drehbuch. Regie führte Karin Hercher.